# Kreuzerhöhungskirche (Górowo Iławeckie)
Die Kreuzerhöhungskirche in Górowo Iławeckie (Landsberg (Ostpreußen)), Woiwodschaft Ermland-Masuren ist ein Gotteshaus der Ukrainischen Griechisch-katholischen Gemeinde, deren Vorfahren in den ersten Nachkriegsjahren aus den südöstlichen Woiwodschaften Polens im Rahmen der Aktion Weichsel zwangsübersiedelt wurden. Bis 1945 war das Gotteshaus eine evangelische Pfarrkirche.

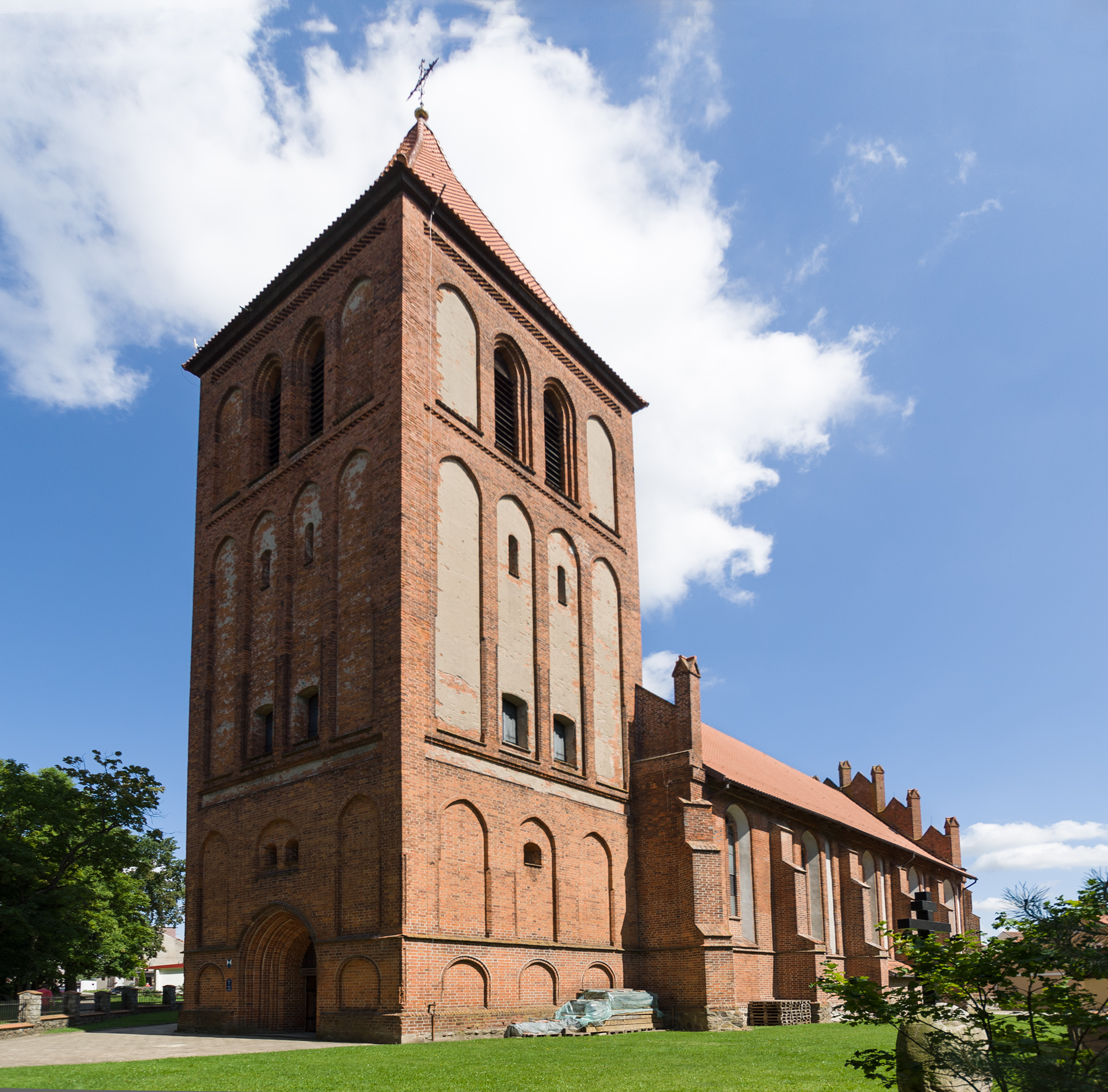
Kreuzerhöhungskirche in Górowo Iławeckie

## Kirchengebäude

### Baugeschichte
Die gotische Backsteinkirche auf Feldsteinfundamenten wurde zwischen 1335 und 1367 errichtet. Sie wurde zum ersten Mal 1367 in Dokumenten erwähnt. Während der Reformation wurde sie von den Lutheranern übernommen. Sie fiel 1655 einem Brand zum Opfer, wurde bis auf die Ringmauern und die Umfassungsmauern der beiden Untergeschosse des Turms zerstört, wurde jedoch wiederaufgebaut. Die Anfang des 19. Jahrhunderts baufällig gewordene Kirche wurde 1866 wiederaufgebaut, erhielt einen Turmoberbau, einen Giebel an der Ostseite, eine Sakristei und eine Vorhalle. Sie wurde 1911 erneut renoviert.
Nach dem Zweiten Weltkrieg blieb die Kirche mehrere Jahre lang ungenutzt. In den 1980er Jahren wurde sie von den ortsansässigen Ukrainern übernommen und dem griechisch-katholischen Ritus angepasst. Die Kirche erhielt eine Ikonostase-Wand mit von Jerzy Nowosielski gemalten Ikonen.

### Architektur
Die Kirche ist einschiffiger Bau mit Strebepfeilern und einem Turm an der Westwand, aber ohne Chorraum. Die Wände sind durch schmale Blenden gegliedert. Der Turm mit dem Portal im Erdgeschoss trägt ein spitzes Zeltdach. Das Gewölbe der Turmhalle entstand 1911. Die Kirche wurde mit einem Satteldach aus Ziegeln gedeckt.
Der Kirchenraum hatte ursprünglich ein fünfjochiges Gewölbe, beim Wiederaufbau nach 1655 wurde eine flache Holzdecke errichtet. Die Sakristei ist mit Kreuzrippengewölben überspannt.
Zur barocken Ausstattung gehörte der Hochaltar aus der zweiten Hälfte des 17. Jahrhunderts und die Kanzel aus der Werkstatt von Johann Pfeffer. 
Johann Josua Mosengel fertigte 1701 eine Orgel an, deren reich verzierter Prospekt der Werkstatt von Johann Christoph Döbel zugeschrieben wird. Hinter den historischen Prospekt wurde 1895 oder 1913 (die Angaben hierzu gehen auseinander) eine neue Orgel erbaut. Diese Orgel – die den Zweiten Weltkrieg überstand – wurde nach und nach ihrer Pfeifen beraubt, bevor 1974 das leere Gehäuse abgerissen wurde.
Das Geläut der Kirche bestand aus drei Bronzeglocken. Eine dieser Glocken – gegossen von Andreas Dorling 1731 in Königsberg (Preußen) (russisch Kaliningrad) – fand man nach 1945 auf dem Hamburger Glockenfriedhof wieder, wo sie der Einschmelzung für Rüstungszwecke entgangen und überlebt hatte. Sie läutet heute als Patenglocke in der evangelischen St.-Nicolai-Kirche in Herzberg am Harz im niedersächsischen Landkreis Göttingen.
Das erhaltene Altarbild (nach 1660) mit der Darstellung der Abendmahlszene befindet sich im Ermländischen Museum in Heilsberg (polnisch Lidzbark Warmiński).
Die jetzt der Kreuzerhöhung gewidmete Kirche wurde bereits am 15. März 1957 unter 257 (G/28) in das Verzeichnis der Baudenkmäler der Woiwodschaft Ermland-Masuren eingetragen

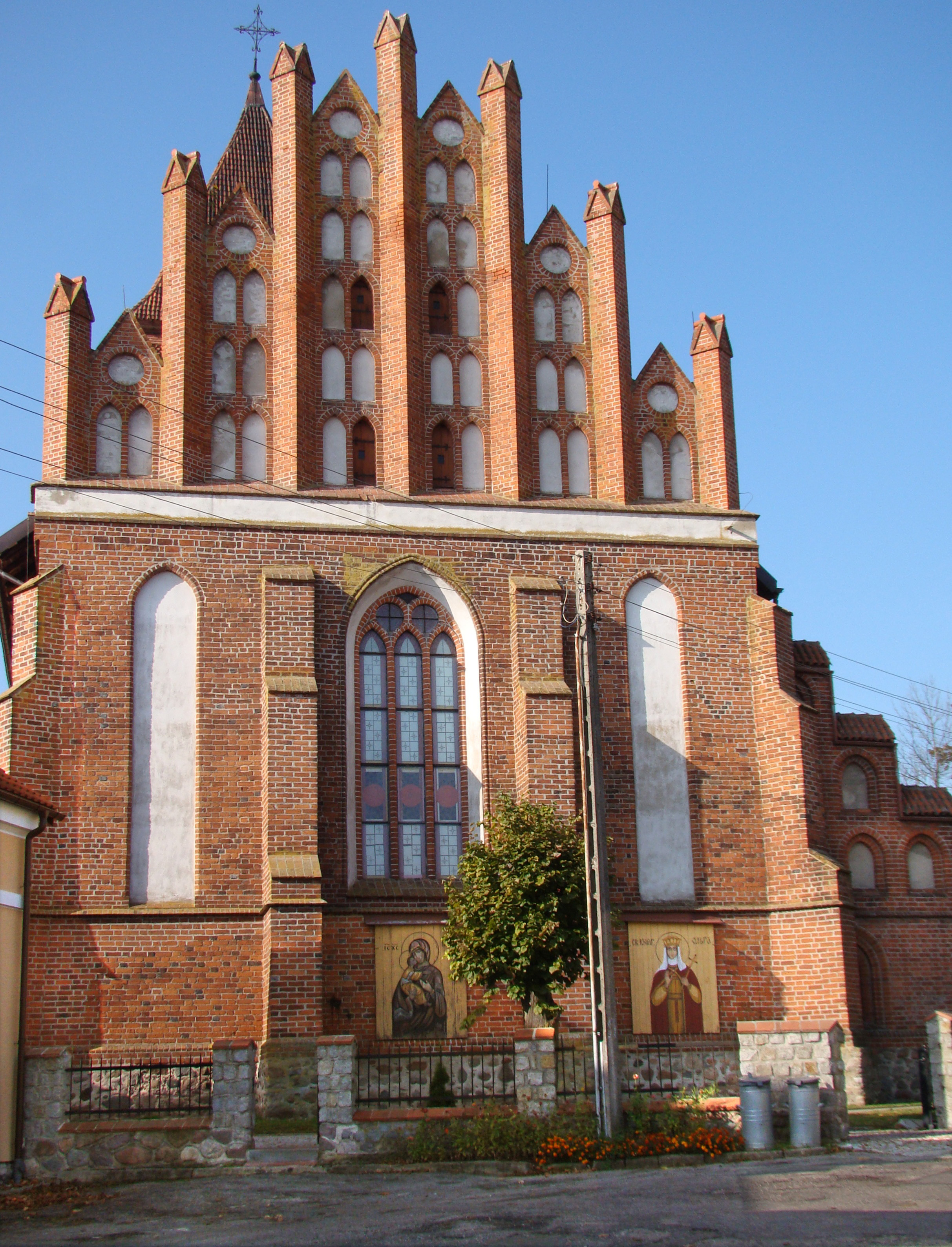
Ostfassade mit Giebel
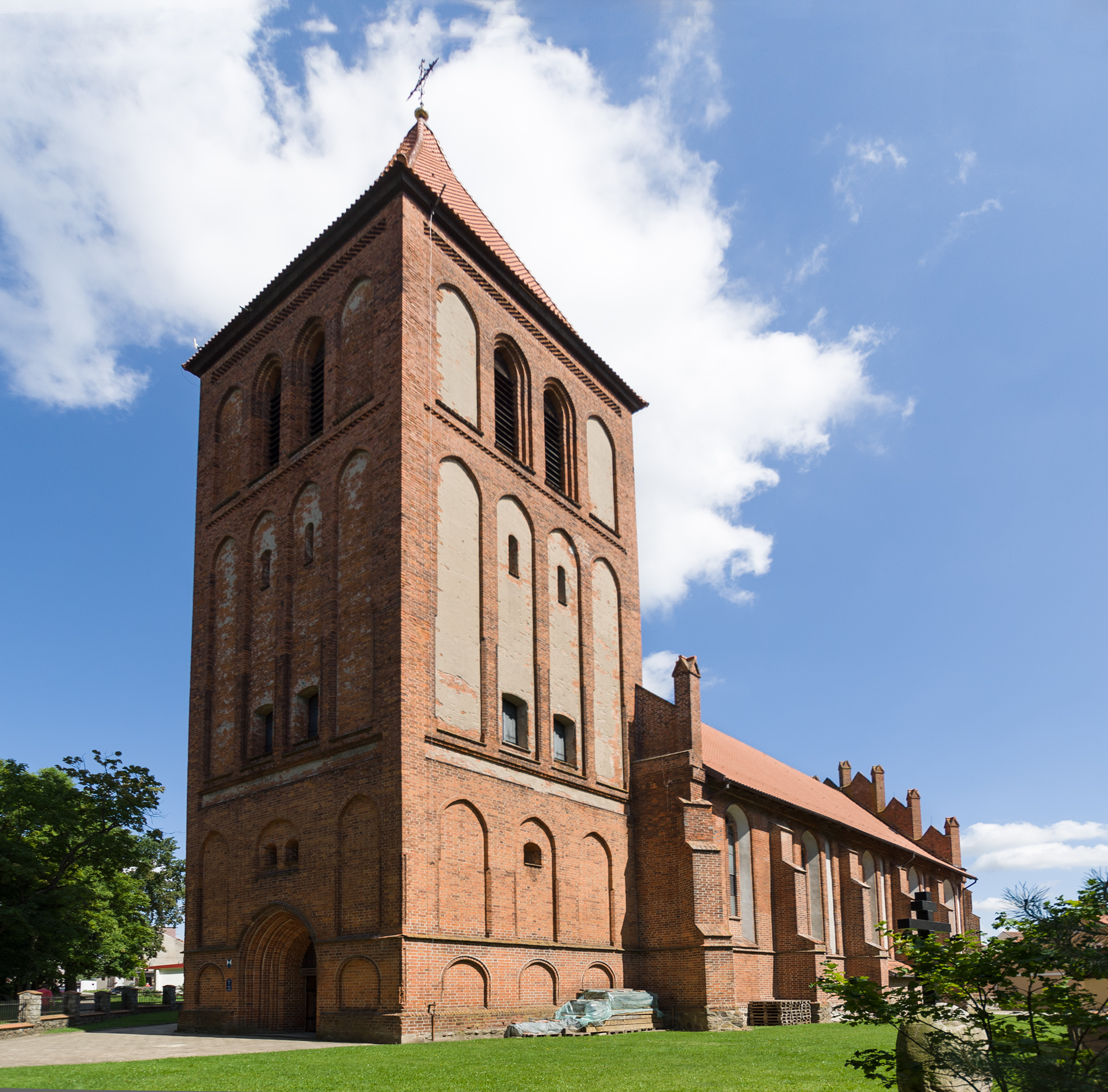
Turm
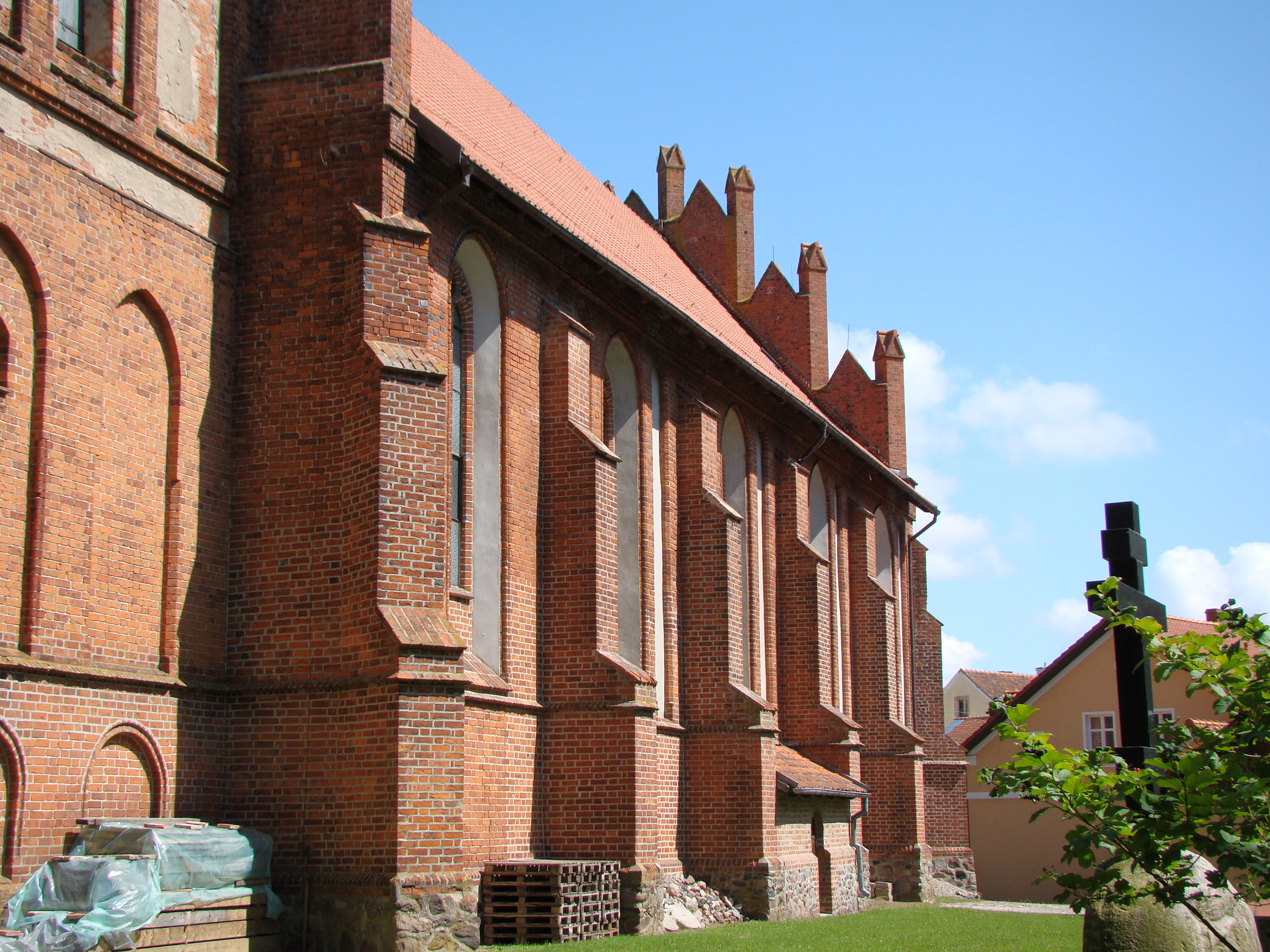
Südfassade
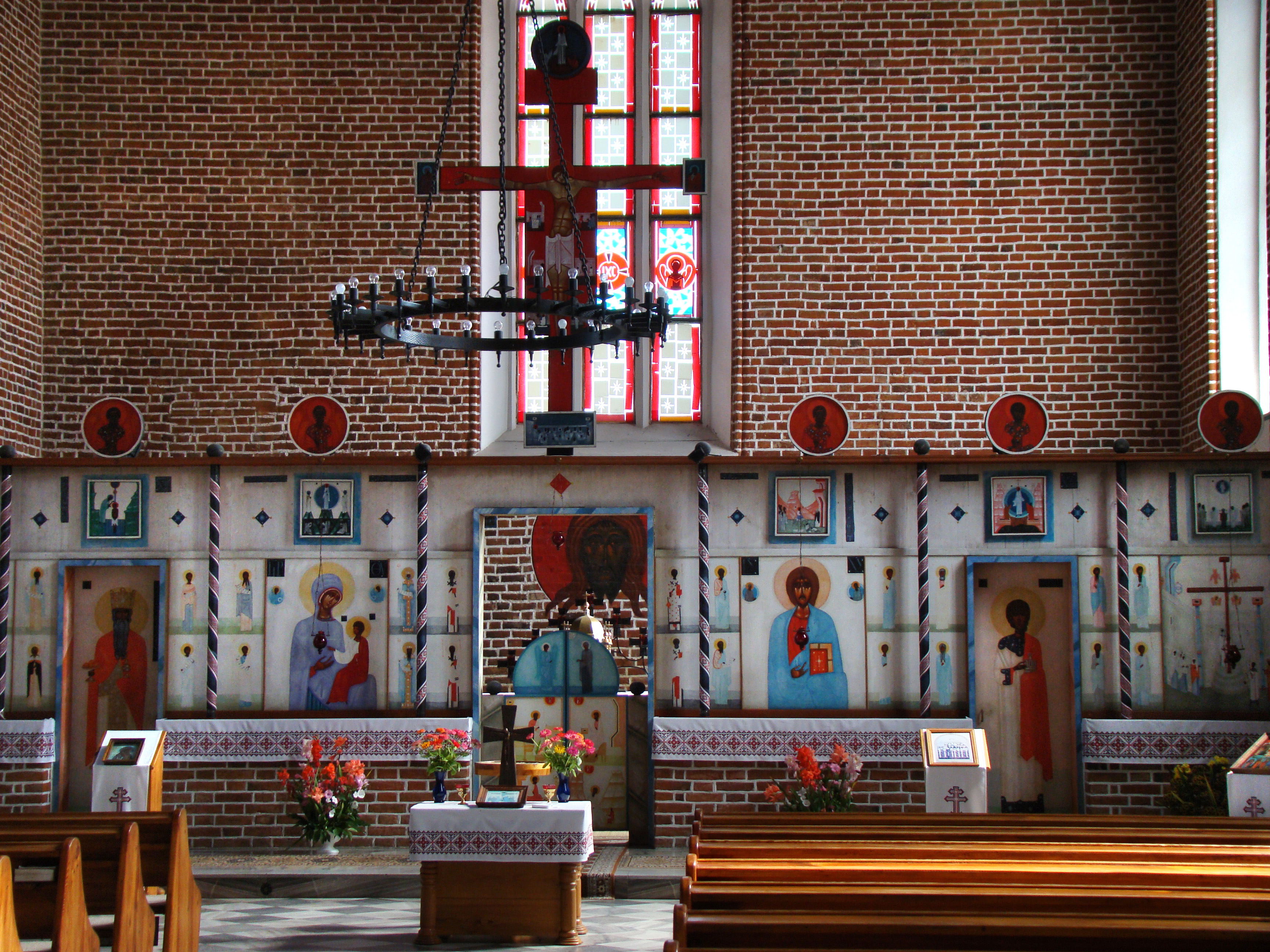
Ikonostase
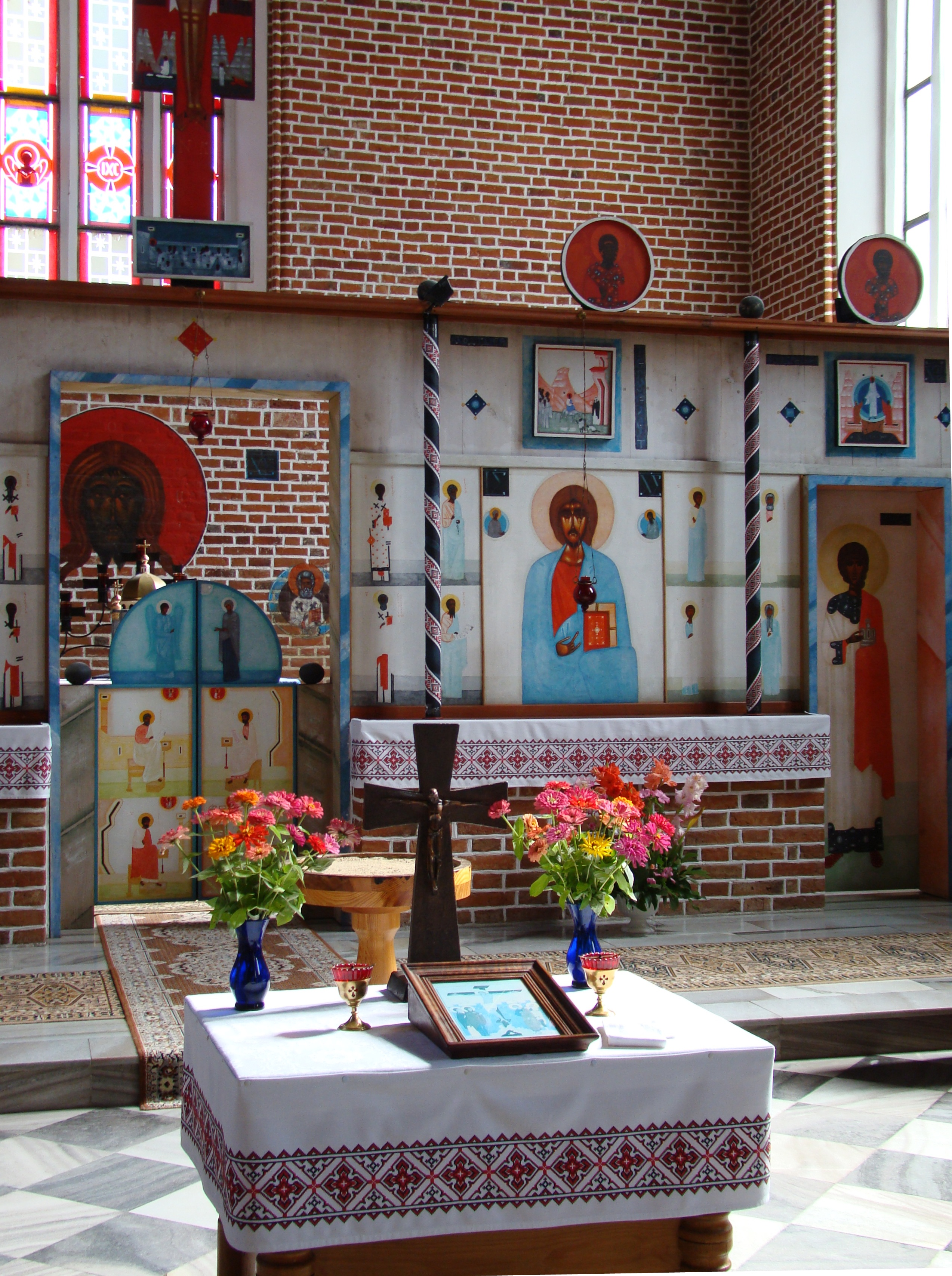
Ikonostase

## Kirchengemeinde

### Evangelisch

#### Kirchengeschichte
Von 1525 bis 1945 war die Kirche ein evangelisches Gotteshaus. Gehörte sie ehedem zur Inspektion Bartenstein (polnisch Bartoszyce), so war sie zuletzt zentrales Gotteshaus für das Kirchspiel Landsberg, Superintendenturbezirk Landsberg im Kirchenkreis Preußisch Eylau (russisch Bagrationowsk) in der Kirchenprovinz Ostpreußen der Kirche der Altpreußischen Union. Zum Kirchspiel gehörte die Stadt Landsberg mit acht umliegenden Dörfern und Ortschaften. 1925 zählte es 4.000 Gemeindeglieder. Das Kirchenpatronat oblag dem Gutsbesitzer des Nachbardorfs Wildenhoff (polnisch Dzikowo Iławeckie). Die Gemeindeglieder wurden von zwei Geistlichen betreut.

#### Kirchspielorte
Das Kirchspiel Landsberg gliederte sich in die Orte::
| Deutscher Name | Polnischer Name  |  | Deutscher Name                                     | Polnischer Name |
| -------------- | ---------------- |  | -------------------------------------------------- | --------------- |
| *Eichen        | Dęby             |  | Paustern                                           | Paustry         |
| Garben         | Garby            |  | *Schönwiese                                        | Krasnołąka      |
| *Glandau       | Glądy            |  | Schulzenvorwerk vor 1938 bis 1945 Schulzen-Vorwerk | Sołtysowizna    |
| *Grünwalde     | Zielenica        |  | Woymanns                                           | Wojmiany        |
| *Landsberg     | Górowo Iławeckie |  |                                                    |                 |

#### Pfarrer
Zwischen 1525 und 1945 amtierten an der Pfarrkirche Landsberg als evangelische Geistliche:
- Gregorius Kempe, 1541–1545
- Reinhold Tielicke, 1545–1550
- Fabian Grochoterus, 1550–1578
- Matthäus Dreyritter, 1578–1584
- Johann Werner, 1585–1588
- Nicolaus Pascha, 1588
- Heinrich Möller, 1589–1598
- Christoph Bartsch, 1598–1599
- Valentin Damerow, 1598–1610
- Oswald Pistorius, 1600–1602
- Jacob Welsch, 1602–1607
- Andreas Reich, ab 1607
- Nicolaus Netlenblatt, ab 1610
- Jacob Leitner, 1623–1662
- Heinrich Lange, bis 1648
- Balthasar Koch, 1648–1668
- Christoph Zettler, 1662–1681
- Johann Backhusius, ab 1668
- Jacob Kusch, 1673–1680
- Simon Flath, 1680–1713
- Johann Geisler, 1682–1710
- Andreas Perschke, 1711–1754
- Christian Stephani, 1713–1719
- Gottfried Brettschneider, 1719–1737
- Gottfried Neumann, 1737–1799
- Christoph Albrecht Weber, 1752–1780
- Jacob Neumann, 1780–1797
- Carl Gottlieb Conrad, 1781–1784
- Johann Emanuel Schiemann, 1785–1794
- Carl Wilhelm Kob, 1794–1836
- Carl Gottlieb Marlau, 1798–1800
- Ernst Christian Wohlfromm, 1800–1804
- Joh. Aug. Gottlieb Lehmann, 1804–1811
- Friedrich Wilhelm Worm, 1812–1813
- Christian Grünheyd, 1814–1818
- Ernst Ludwig Ziegner, 1820–1843
- Theodor G. Woltersdorf, 1837–1841
- Wilhelm Birth, 1841–1847
- Carl Holldack, 1843–1873
- Gustav Peter Westphal, 1848–1868
- Otto Heinrich Reitz, 1868–1876
- Georg Tr. J. Braunschmidt, 1870–1872
- Paul Gustav Adolf Strehl, 1873–1880
- Carl Baxmann, 1876–1890
- Paul K. Ludw. Theodor Lisch, 1889–1915
- August Wilhelm Lucas, 1891–1907
- Willy Schaack, 1913–1919
- Otto Balzer, 1915–1931
- Alexander Wiedow, 1919–1921
- Georg Wagner, 1922–1924
- Erich Buchholz, 1924–1928
- Gerhard Laudien, 1928–1945
- Willy Rosenfeld, 1931–1932
- Walter Treidel, 1932–1934
- Klaus Rockel, 1943–1945

### Ukrainisch griechisch-katholisch
Seit 1980 nutzt die ukrainische griechisch-katholische Gemeinde die Kirche als Gotteshaus. Die gehört jetzt zur Eparchie Olsztyn-Danzig innerhalb der Erzeparchie Przemyśl-Warschau. Nach deren Bedürfnissen und Vorstellungen wurde das Gebäude in den ersten beiden Jahren hergerichtet, wobei Jerzy Nowosielski die künstlerische Leitung oblag. Am 6. Juni 1982 fand die erste Hl. Messe im restaurierten Gebäude statt, die von Julian Gbur, dem späteren Bischof der Erzeparchie Lemberg der Ukrainer gehalten wurde.